# 1895 en droit
Cet article présente les faits marquants de l'année 1895 en droit.

## Événements

### Juin
- 16 juin : création d'une nouvelle entité territoriale, l'Afrique-Occidentale française, par l'union du Sénégal, du Soudan français, de la Guinée et de la Côte-d'Ivoire.